# Age of Mythology: Tale of the Dragon
Age of Mythology: Tale of the Dragon is een uitbreiding op Age of Mythology: Extended Edition, dat eerder via Steam werd uitgebracht. Dit uitbreidingspakket, dat ontwikkeld werd door Skybox Labs en Forgotten Empires, voegt Chinese mythologie aan het oorspronkelijke spel toe, waarbij je de keuze hebt om te spelen met drie verhevenen, met name Fuxi, Nuwa en Shennong. Er is een nieuwe campagne die opgebouwd is rond de figuur van Jiao Long, die door het herstellen van Yin en Yang weer vrede moet brengen in het rijk van Keizer Yao. Daarnaast zijn er nieuwe mappen, een verbeterde AI en extra game modes aanwezig.

## Overzicht van de Chinese faction
| Godheid    | Tijdperk      | Speciale eenheden          | Speciale God Powers  | Bonussen | Technologie                                            |
| ---------- | ------------- | -------------------------- | -------------------- | --- | ------------------------------------------------------ |
| Fu Xi      | Archaic Age   |                            | Year of the Goat     | Blessed Construction Gebouwen kosten 20% minder hout. Alle hero units kunnen vanaf het begin getraind worden. Een aantal upgrades zijn 20% goedkoper. | Domestication                                          |
| Nü Wa      | Archaic Age   |                            | Recreation           | Gardens genereren sneller favor en geven +1 populatie. Menselijke eenheden zijn 10% goedkoper. Markets kunnen in de Classical Age gebouwd worden.     | Acupuncture                                            |
| Shennong   | Archaic Age   |                            | Timber Harvest       | Monks kunnen Mythologische eenheden converteren Monks helen sneller Siege eenheden richten meer schade aan. Upgrades voor muren zijn goedkoper.       | Wheelbarrow                                            |
| Sun Wukong | Classical Age | Monkey King                | Great Journey        | | Golden-banded Staff Pillar of the Ocean Paper Talisman |
| Huangdi    | Classical Age | Terracotta Soldier         | Call to Arms         | | Oracle Bone Script Five Grains Stone Armor             |
| Chang'e    | Classical Age | Qilin                      | Barrage              | | Elixir of Immortality Houyi’s Bow Jade Rabbit          |
| Zhong Kui  | Heroic Age    | Jiangshi                   | Uproot               | | Demon Slayer Life Drain Unbridled Anger                |
| He Bo      | Heroic Age    | War Salamander             | Geyser               | | Lord of the River Rammed Earth Sacrifices              |
| Dabo Gong  | Heroic Age    | Pixiu                      | Imperial Examination | | House Altars Burials Landlord Spirit                   |
| Ao Kuang   | Mythic Age    | Azure Dragon Dragon Turtle | Great Flood          | | Dragon Scales East Sea Nezha's Defeat                  |
| Chongli    | Mythic Age    | Vermilion Bird             | Inferno              | | Heavenly Fire Stirrup Ancient Destroyer                |
| Xi Wangmu  | Mythic Age    | White Tiger                | Earth Dragon         | | Golden Peaches Celestial Palace Ancient Destroyer      |